# Sebastian Castellio

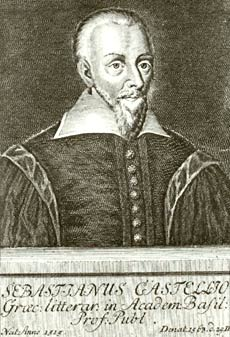
Sebastian Castellio.

Sebastian Castellio (Sébastien Châteillon), född 1515 i Saint-Martin-du-Frêne, död den 29 december 1563 i Basel, var en fransk lärd. 

## Biografi
Då hans föräldrar var fattiga, kunde det inte vara tal om regelmässiga studier för den begåvade ynglingen; men på egen hand läste och tänkte han, och han blev protestant. I Lyon utgav han 1540 en bibelhistoria för barn, som fram till 1731 trycktes många upplagor; samma år reste han till Strassburg och bodde hos Jean Calvin, som han 1541 följde till Genève, där han blev rektor för en skola och fick uppdraget att predika. 
Castellios självständighetskänsla och fria uttalanden (till exempel att Salomos Höga visa var en helt världslig, erotisk dikt) ställde honom i skarp motsättning till Calvin och stadens övriga prästerskap; inte ens hans oförskräckthet under en epidemi kunde råda bot på det, att han inte ville böja sig för den härskande meningen. År 1544 var han tvungen att lämna Genève. 
Han reste till Basel, där han livnärde sig och sin talrika familj genom att läsa korrektur, fiska upp trä ur Rhen, gräva och liknande sysslor, tills han 1552 blev professor i grekisk litteratur. År 1551 utgav han en latinsk bibelöversättning med ett företal till den engelske kungen Edvard VI, i vilken han varmt uttalade sig mot religionsförföljelser, 1555 en fransk bibelöversättning med ett företal till den franske kungen Henrik II, där han försvarade samvetsfrihet. 
Calvin och Beza angrep bibelöversättningen utan att vinna ära därigenom, ty den är i många avseenden föredömlig; men ledarna i Genève ville komma åt Castellio, därför att han stod bakom två anonyma böcker mot Calvins predestinationslära och bakom en pseudonym skrift, vilken fördömde Calvins kättarförföljelser. Under sina sista levnadsår sysselsatte sig Castellio mycket med den medeltida mystiken.